# Купецков, Борис Александрович
Борис Александрович Купецков (18 августа 1976, Ленинград , СССР) — российский игрок в мини-футбол. Выступал за сборную России по мини-футболу.

## Биография
Начинал карьеру в петербургском «ПСИ» в 1993 году, откуда в 1996 году перебрался в югорский клуб «ТТГ-Ява». Тремя сезонами позже подписал контракт с ведущим на тот момент клубом страны — московской «Диной». Там Купецков помог оформить «диновцам» последнее чемпионство в их истории. Затем он играл за «Спартак», с которым выиграл в 2002 году Кубок России по мини-футболу, а затем в 2003 году Суперкубок, а после этого вернулся в «ТТГ-Яву», где играл до 2010 года, после чего завершил карьеру.
Купецков сыграл 37 матчей и забил 15 мячей за сборную России по мини-футболу. В её составе он стал бронзовым призёром чемпионата Европы по мини-футболу 2001 года.

## Достижения
- Бронзовый призёр чемпионата Европы по мини-футболу 2001
- Чемпион России по мини-футболу 1999/00
- Обладатель Кубка России по мини-футболу (2): 1999, 2002
- Обладатель Суперкубка России по мини-футболу 2003